# Zona gatillo quimiorreceptora
La zona gatillo quimiorreceptora (del inglés Chemoreceptor trigger zone [CTZ]), es un área del bulbo raquídeo y se encuentra en la porción lateral de cada área postrema del suelo del cuarto ventrículo. Recibe entradas de sangre transmitidas (impulsadas) por sustancias de naturaleza química muy diversa, y se comunica con el centro del vómito para iniciar el arco reflejo del vómito.
Los neurotransmisores implicados en el control de las náuseas y los vómitos son acetilcolina, dopamina, histamina (receptor H-1), sustancia P (receptor NK-1) y serotonina (5-HT3). También están presentes receptores opioides, que pueden estar implicados en el mecanismo por el cual los opiáceos provocan náuseas y vómitos. La barrera sanguínea del cerebro no está tan desarrollado aquí, y la dopamina, que normalmente no pueden entrar en el sistema nervioso central, puede estimular la CTZ.
El área postrema carece de barrera hematoencefálica, por lo que sus estructuras nerviosas (terminaciones, neuronas y glia) son fácilmente accesibles a muchos compuestos químicos que no difundirían a través de barreras lipídicas.

## Neurotransmisores
En las neuronas del área postrema se han identificado numerosos neurotransmisores situados en terminaciones y en somas (noradrenalina, acetilcolina, 5-HT, sustancia P, péptidos opioides). Recibe abundantes aferencias vagales y proyecta en gran parte al núcleo del tracto solitario que está subyacente a ella, concretamente al subnúcleo gelatinoso, y a los núcleos parabraquiales. Se ha afirmado que la zona quimiorreceptora es también un elemento integrante de la vía que provoca el cuadro de las cinetosis; incluso se ha propuesto la existencia de un factor endógeno que, liberado en estructuras nerviosas activadas durante el movimiento, pasaría al líquido cefalorraquídeo y activaría la zona quimiorreceptora, pero no se ha identificado dicha sustancia y se ha comprobado que animales con lesión completa del área postrema continúan respondiendo con vómitos a estímulos cinetósicos.
La identificación de una parte del área postrema como estructura quimiorreceptora ligada específicamente al centro del vómito deriva de un doble hecho: a) la aplicación selectiva de ciertas sustancias a dicha zona provoca el vómito y b) la lesión de la zona suprime el vómito provocado por estímulos químicos, pero no los causados por otro tipo de estímulos.

## Eméticos farmacológicos
Ocasionan vómito por estimulación de la CTZ los activadores de receptores dopaminérgicos: apomorfina, levodopa (al convertirse en dopamina), bromocriptina y demás derivados ergóticos. Otros fármacos activadores del área postrema son los fármacos opioides, los glucósidos digitálicos, la teofilina, los salicilatos, numerosas toxinas, diversos neuropéptidos (angiotensina II, vasopresina, sustancia P, neurotensina, gastrina y péptidos opioides) y la inmensa mayoría de los fármacos antineoplásicos.

## Daño a la zona quimiorreceptora
La zona quimiorreceptora puede sufrir daños a causa de accidentes cerebrovasculares, trauma físico directo, excitación y estrés neuronal. Una vez que el daño ha ocurrido los efectos pueden consistir en una abolición parcial o total del reflexo de emésis o intensificar dicho reflejo dejando al paciente con náuseas intratables. In casos donde el daño es lo suficientemente severo existen pocas opciones terapéuticas y el paciente podría sufrir de vómitos constantes y pérdida de peso; sin embargo, uno de los procedimientos más exitosos ha sido la descompresión microvascular de la región dañada, que ha resultado en resolución a largo plazo.